# (1742) Schaifers
(1742) Schaifers est un astéroïde de la ceinture principale découvert le 7 septembre 1934 par l'astronome allemand Karl Wilhelm Reinmuth. Le lieu de découverte est Heidelberg (024). Sa désignation provisoire était 1934 RO.